# Antoni Ramallets
Antoni Ramallets Simón (Barcelona, 4 juni 1924 – aldaar, 30 juli 2013) was een Spaans profvoetballer. Hij was doelman bij FC Barcelona en het Spaanse elftal in de jaren '50 van de twintigste eeuw.

## Clubvoetbal
Ramallets begon als profvoetballer bij CE Europa in 1941. Na één seizoen bij CD San Fernando (1944/45) en Real Valladolid (1946/47) kwam hij in 1947 bij FC Barcelona. De Catalaanse keeper speelde van 1947 tot 1962 meer dan 460 duels voor Barça. Ramallets was de onbetwiste doelman tijdens de gouden jaren 50 en hij won met FC Barcelona vele prijzen. Hij is samen met Josep Guardiola recordhouder wat betreft landstitels met FC Barcelona: zes in totaal. Bovendien won Ramallets in 1959 en 1960 als minst gepasseerde doelman van de Primera División de Trofeo Zamora. Deze trofee is  vernoemd naar een andere legendarische doelman van FC Barcelona, Ricardo Zamora. Ramallets beëindigde zijn carrière als profvoetballer in 1962 en werd trainer bij onder meer Real Valladolid en Real Zaragoza. Ook maakte Ramallets gedurende twee seizoenen deel uit van de trainersstaf van FC Barcelona.

## Nationaal elftal
Ramallets speelde 35 interlands voor Spanje, waarin hij 49 tegendoelpunten kreeg. De doelman debuteerde tegen Chili op 29 juni 1950 op het WK 1950 in Brazilië. Dankzij zijn goede keeperswerk, wat Ramallets de bijnaam El Gato de Maracaná (De Kat van Maracanã) opleverde, behaalde Spanje de vierde plaats op dit WK. In de jaren die volgden was Ramallets vaste keus bij het Spaanse nationaal elftal. Zijn laatste interland speelde hij op 18 mei 1961 tegen Wales.